# Synagoge (Münzenberg)

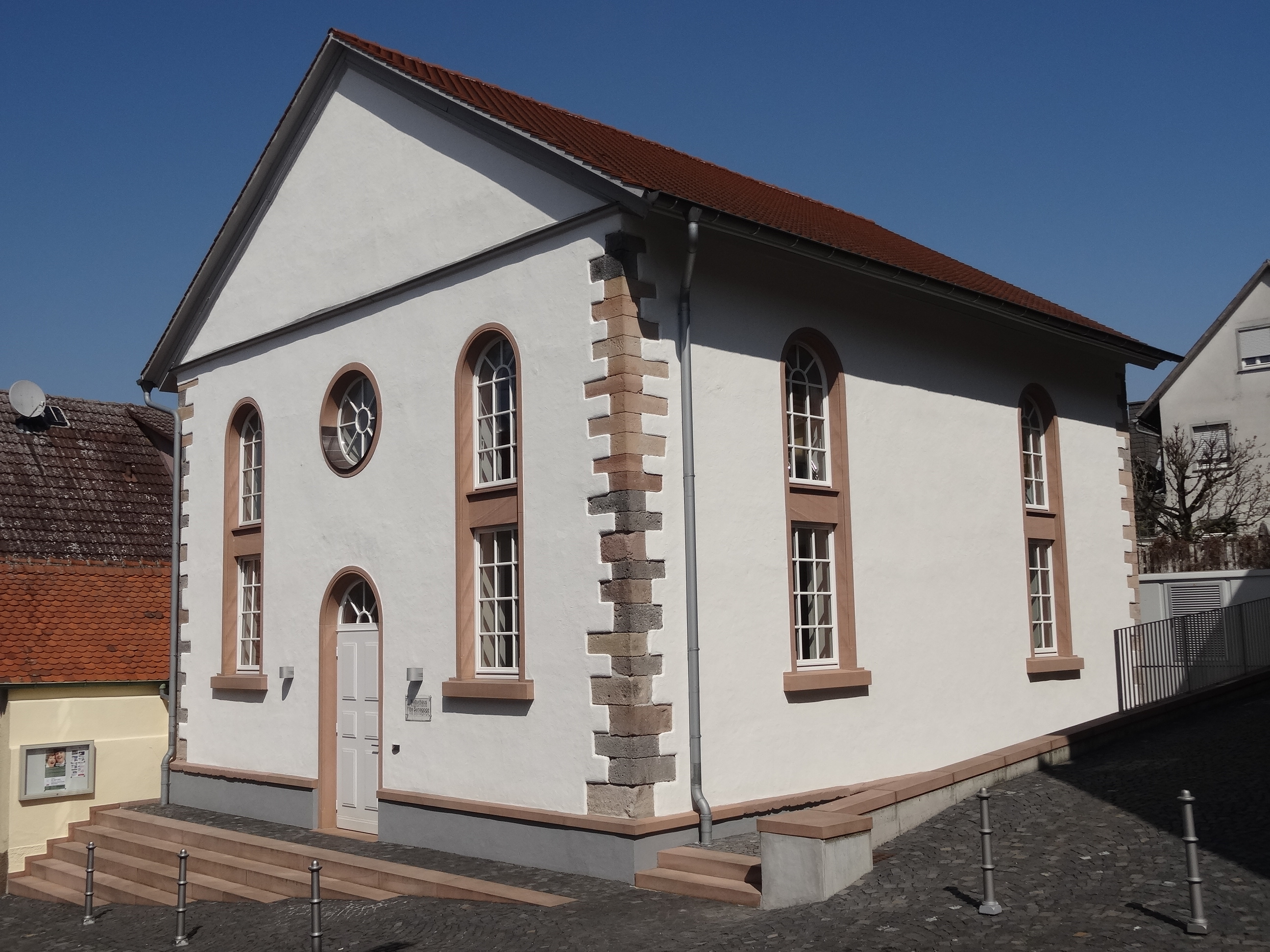
Synagoge in Münzenberg

Die Synagoge in Münzenberg, einer Stadt im Wetteraukreis in Hessen, wurde zwischen 1843 und 1848 errichtet. Die profanierte Synagoge mit der Adresse Am Junkernhof 14 ist ein geschütztes Baudenkmal.

## Geschichte
Der zweigeschossige massive Steinbau mit einem Satteldach steht giebelseitig zur Straße. Die Synagoge hatte 120 Plätze einschließlich der zwei Frauenemporen.
Beim Novemberpogrom 1938 wurde die Inneneinrichtung der Synagoge zerstört. Das Gebäude ging danach in den Besitz der Stadt über, die es zu einem Feuerwehrhaus umbaute.

## Heutige Nutzung
Im Jahr 2003 legte der Freundeskreis der Burg und Stadt Münzenberg e.V. ein Sanierungs- und Nutzungskonzept für das Synagogengebäude vor. 2005 beschloss der Stadtrat von Münzenberg, die ehemalige Synagoge zu renovieren. Am 29. Mai 2009 wurde das Gebäude als Kulturhaus Alte Synagoge eingeweiht.